# Никокл из Солы
Никокл из Солы (др.-греч. Νικοκλής, Nikoklḗs), представитель правящей семьи города Солы на Кипре. Сын Пасикрата, правителя города Солы в IV веке до н. э. Вероятно, брат Эвноста.
Упомянут Аррианом, древнегреческим историком и географом, в качестве одного из триерархов флота Александра Македонского во время Индийского похода, состоявшегося в 327 году до н. э., во время которого познакомился с сатрапом Птолемеем I Сотером, позже царём Египта и основателем династии Птолемеев, состоявшим в дружеских отношениях с солийским царским домом
Был офицером армии Александра Македонского. Принадлежал к группе киприотов, напавших на Александра в 326 г. до н. э.